# John Hawkins (Musikhistoriker)

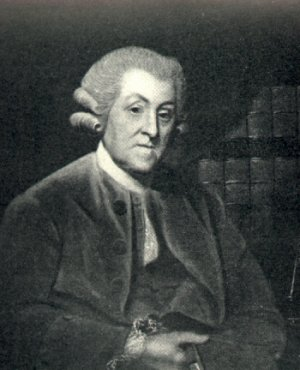
Sir John Hawkins

Sir John Hawkins (* 29. März 1719 in London; † 21. Mai 1789 in Islington) war ein englischer Jurist und Musikhistoriker. Bekannt wurde er durch ein fünfbändiges Standardwerk zur Geschichte der Musik.

## Leben
Sir John Hawkins wuchs in eine Familie der unteren Mittelklasse hinein. Nach einer gescheiterten Lehre bei dem Architekten Edward Hoppus (1736) machte er 1737 eine fünfjährige Ausbildung bei dem Anwalt John Scott, die er 1742 mit einem Examen beendete. Parallel begann er, sich stärker für das damalige musikalische Geschehen zu interessieren und Konzerte zu besuchen. Ab 1742 schrieb Hawkins Liedtexte für den Komponisten John Stanley, darunter den seinerzeit beliebten Song „Who’ll buy a Heart?“. 1751 gründete er eine Kanzlei zusammen mit Nicholas Munckley, 1753 heiratete er Sidney Storer.
Gegen 1758 verfasste Hawkins eine knappe Biografie über Agostino Steffani. Als 1759 Sidneys wohlhabender Bruder verstarb, erbte das Ehepaar ein beträchtliches Vermögen und war damit in der neuen Gentry angekommen. Zugleich ermöglichte dies Hawkins, den Anwaltsberuf abzulegen. 1760 brachte er eine Neuausgabe des berühmten Angelratgebers von Izaak Walton heraus. Im Jahr 1761 wurde er nach Middlesex auf eine Richterstelle berufen. Am 23. Oktober 1772 wurde er auf seine Forderung hin zum Knight Bachelor erhoben. Ab 1770 begann Hawkins, neben dem juristischen Tagesgeschäft ernsthaft an einer Musikgeschichte zu schreiben. Möglicherweise lassen sich erste Grundideen oder Studien bereits auf eine Zeit bis 1761 ansetzen. Seine General history of the science and practice of music erschien 1776 in fünf Bänden, am 14. November überreichte er dem Königspaar ein Exemplar. Verglichen wird es oft mit der im selben Jahr erschienenen History of music von Charles Burney.
Im Jahr 1788 publizierte Hawkins eine Monografie zu William Boyce. Am 21. Mai 1789 verstarb er nach gesundheitlichen Problemen während einer Brunnenkur im Kurort Islington. Sein Vermögen vererbte er seiner Frau, sein schriftlicher Nachlass fiel dem British Museum zu.

## Werke
Als Hawkins’ Opus magnum kann seine Musikgeschichte gelten, die eine Chronologie der bedeutendsten Ereignisse bietet, dabei aber auch Anekdoten einfließen lässt. Für ihn ist entscheidend, den Zustand der Gegenwart anhand der geschichtlichen Entwicklung nachvollziehen und verstehen zu können. Zugleich erwartet Hawkins, dass sein Publikum ein besseres Verständnis der musikalischen Grundprinzipien erhält und somit ein fundierteres Geschmacksurteil treffen kann. Weiterhin verfasste Hawkins Biografien über bedeutende Persönlichkeiten der Musikgeschichte.
- The Complete Angler, Or Contemplative Man's Recreation (1760; Neuausgabe des Werkes von Izaak Walton)
- A general history of the science and practice of music. New ed. with the author’s posthumous notes (1776). Nachdr. d. Ausg. Novello, Ewer & Co., London / Peters, New York 1875, hrsg. u. mit Reg. vers. von Othmar Wessely.  Akademische Druck- u. Verl.-Anst., Graz 1969.
- An essay on the law of celibacy imposed on the clergy of the Roman Catholic Church, and observed in all the religious orders abroad (1782)
- Life of Samuel Johnson  (1787)